# 臺南市立東原國民中學
臺南市立東原國民中學（簡稱「東原國中」）是一所位於臺灣臺南市東山區的國民中學，1970年創校。全校班級數為6班，學生人數共93人。

## 行政組織
- 校長室
- 教務處
- 總務處
- 訓導處
- 輔導室
- 人事室
- 主計室

## 知名校友
- 方莞靈，舉重選手，2021年參加2020年東京奧運舉重項目49公斤級奪得第四名。